# Uri Bergman
Uri Bergman –en hebreo, אורי ברגמן– es un deportista israelí que compitió en natación adaptada. Ganó catorce medallas en los Juegos Paralímpicos de Verano entre los años 1976 y 1988.

## Palmarés internacional
| Juegos Paralímpicos | Juegos Paralímpicos                              | Juegos Paralímpicos | Juegos Paralímpicos             |
| Año                 | Lugar                                            | Medalla             | Prueba                          |
| ------------------- | ------------------------------------------------ | ------------------- | ------------------------------- |
| 1976                | Toronto (Canadá)                                 | Medalla de oro      | 100 m braza 6                   |
| 1976                | Toronto (Canadá)                                 | Medalla de oro      | 100 m libre 6                   |
| 1976                | Toronto (Canadá)                                 | Medalla de oro      | 100 m mariposa 6                |
| 1976                | Toronto (Canadá)                                 | Medalla de oro      | 150 m estilos 6                 |
| 1976                | Toronto (Canadá)                                 | Medalla de oro      | 4 × 50 m libre 2-6              |
| 1976                | Toronto (Canadá)                                 | Medalla de oro      | 4 × 100 m estilos clase abierta |
| 1980                | Arnhem (Países Bajos)                            | Medalla de oro      | 100 m libre 6                   |
| 1980                | Arnhem (Países Bajos)                            | Medalla de oro      | 100 m mariposa 6                |
| 1980                | Arnhem (Países Bajos)                            | Medalla de oro      | 200 m estilos 6                 |
| 1980                | Arnhem (Países Bajos)                            | Medalla de oro      | 4 × 50 m libre 2-6              |
| 1984                | Nueva York (EE. UU.) Stoke Mandeville (R. Unido) | Medalla de oro      | 100 m libre 6                   |
| 1984                | Nueva York (EE. UU.) Stoke Mandeville (R. Unido) | Medalla de plata    | 4 × 50 m libre 2-6              |
| 1984                | Nueva York (EE. UU.) Stoke Mandeville (R. Unido) | Medalla de bronce   | 100 m mariposa 6                |
| 1988                | Seúl (Corea del Sur)                             | Medalla de oro      | 100 m libre 6                   |